# Wendelsteinbahn
A Wendelsteinbahn 1 000 mm-es nyomtávolságú, 1500 V egyenárammal villamosított fogaskerekű vasút Németországban, mely a Bajor-Alpok Wendelstein nevű csúcsára visz fel. A vonal hossza 7,66 km, melyből 6,15 km fogasléccel ellátott.
Wendelstein állomáson átszállási lehetőség van a Wendelstein-Seilbahn kötélvasútra.

## Története
A Wendelsteinbahn megépítése Dr. h.c. Otto von Steinbeis titkos tanácsos (Geheimer Kommerzienrat), egy iparos elképzelése volt, aki az alpesi elővidék erdészetével és mezőgazdaságával, valamint a boszniai fakitermeléssel foglalkozott nagyszabásúan, és ezzel párhuzamosan kiterjedt kisvasúti (Kleinbahn) hálózatot épített. 1908-ban közzétette terveit, és 1910. február 4-én Luitpold hercegprímás aláírta a Wendelsteini fogaskerekű vasút megépítésére vonatkozó koncessziós okiratot.
Az eredetileg 9,95 kilométer hosszú, Brannenburgból a hegy keleti szárnyán át vezető útvonal hét alagúttal, nyolc galériával és tizenkét híddal rendelkezik. Annak érdekében, hogy a járatok télen is közlekedjenek, a Wildalpjoch és a Soin meredek sziklafalai mentén vezető útvonalat választották az olcsóbb és könnyebb, a Mitteralm és a Reindleralm alpesi rétjein vezető útvonal helyett.

## Érdekességek
A vonal egyik korábbi járműve ki van állítva a Lokwelt Freilassing nevű vasúti múzeumban.

## Képgaléria

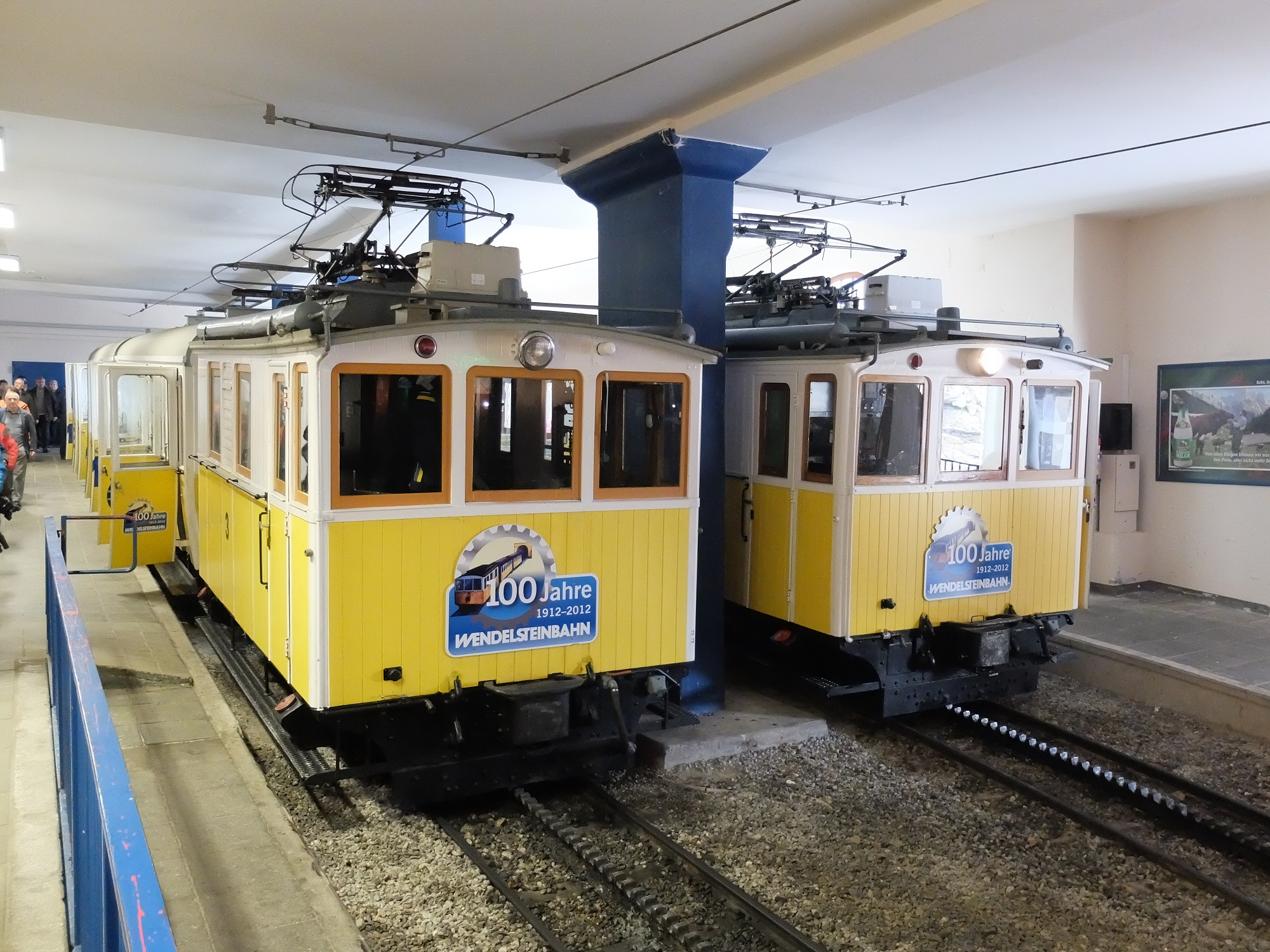
A 2 és a 3 számú jármű a hegyi állomáson
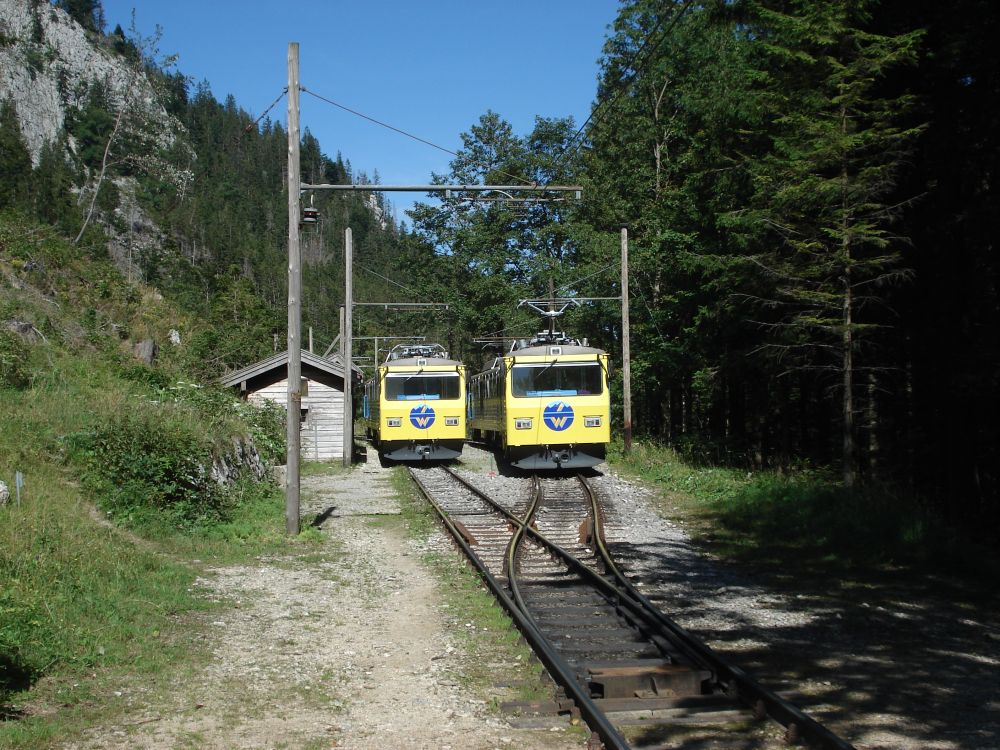
Vonatkereszt Aipl megállónál
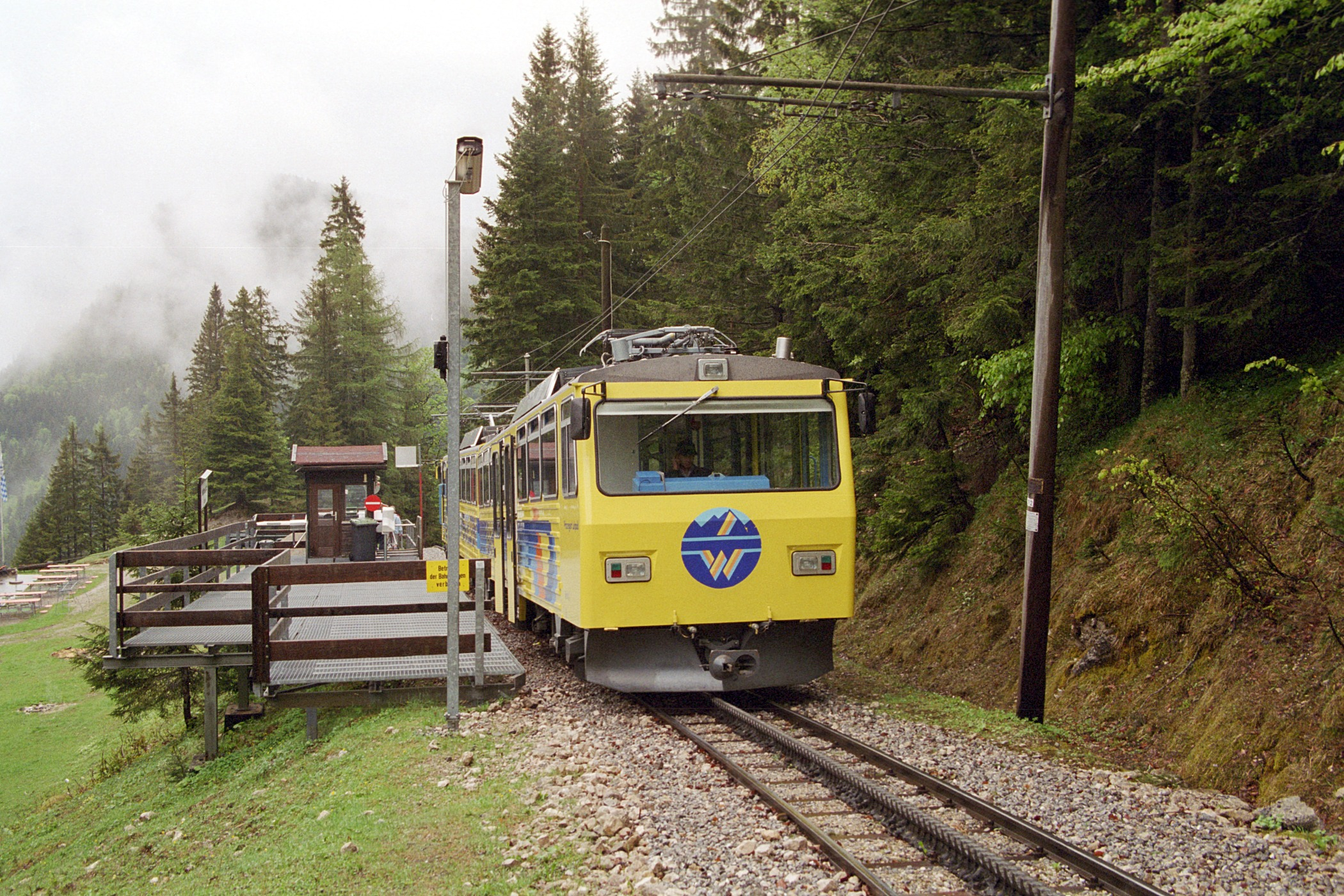
Mitteralm megálló
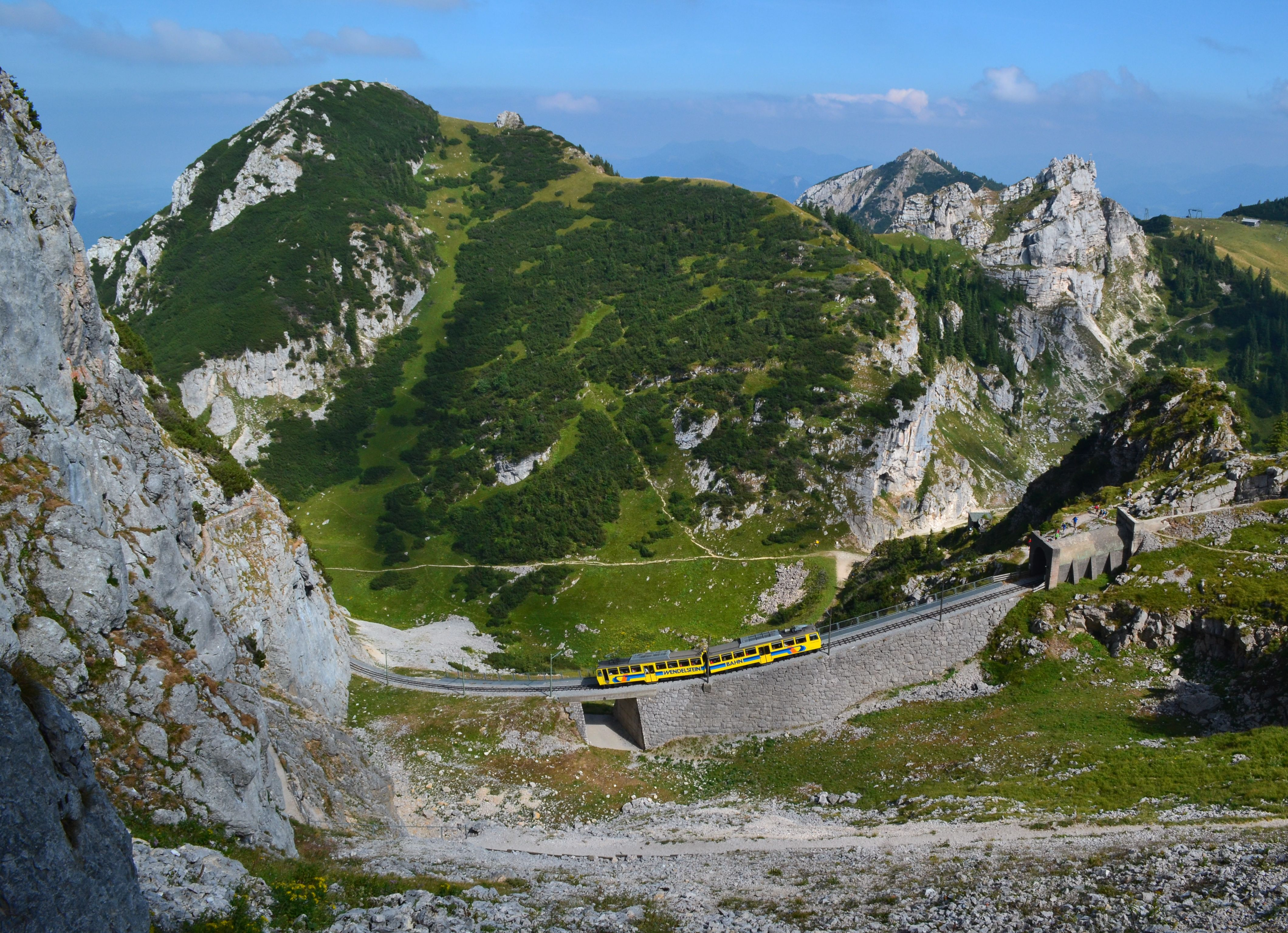
A magas falon halad keresztül a motorvonat
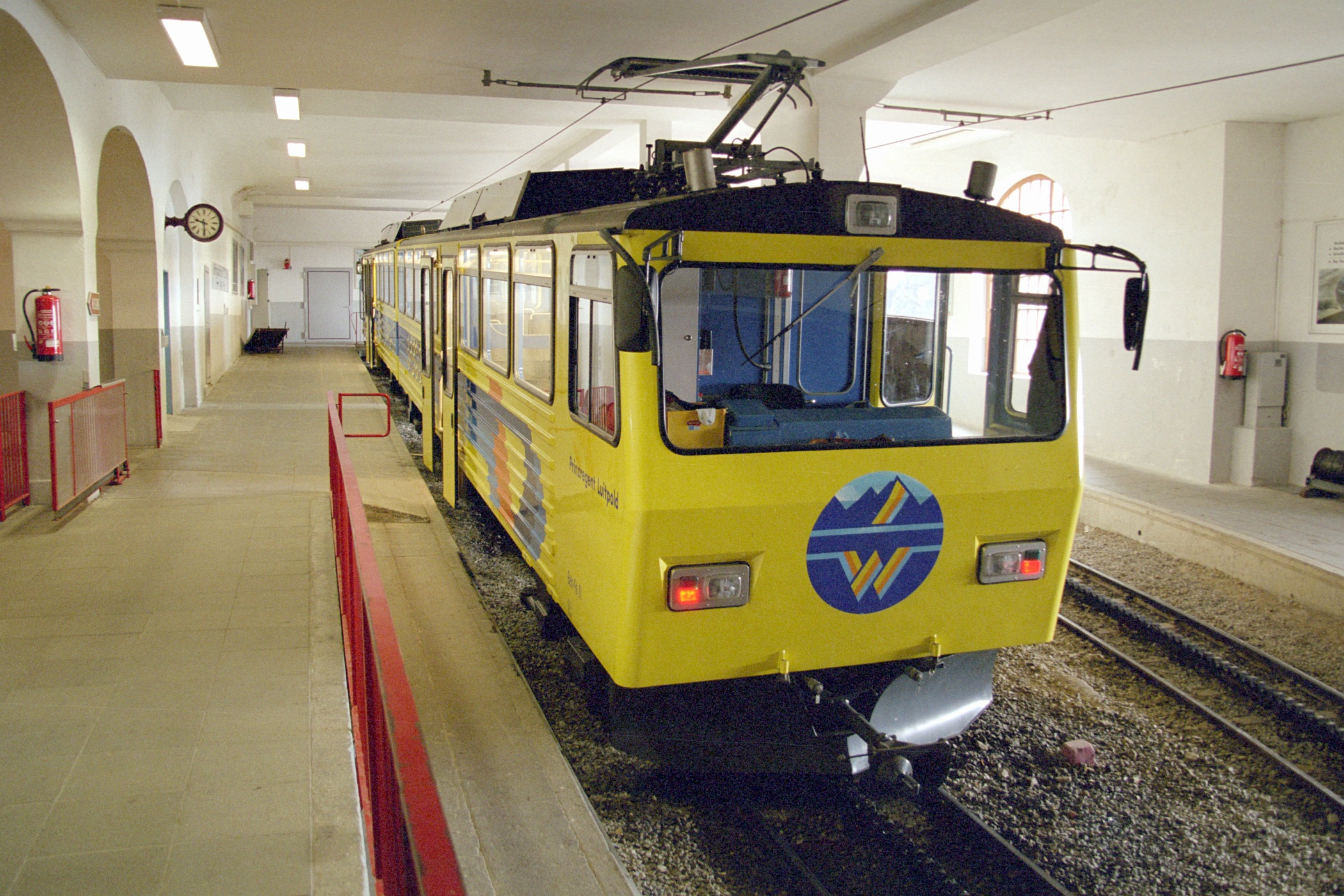
A végállomás: Wendelsteinhaus
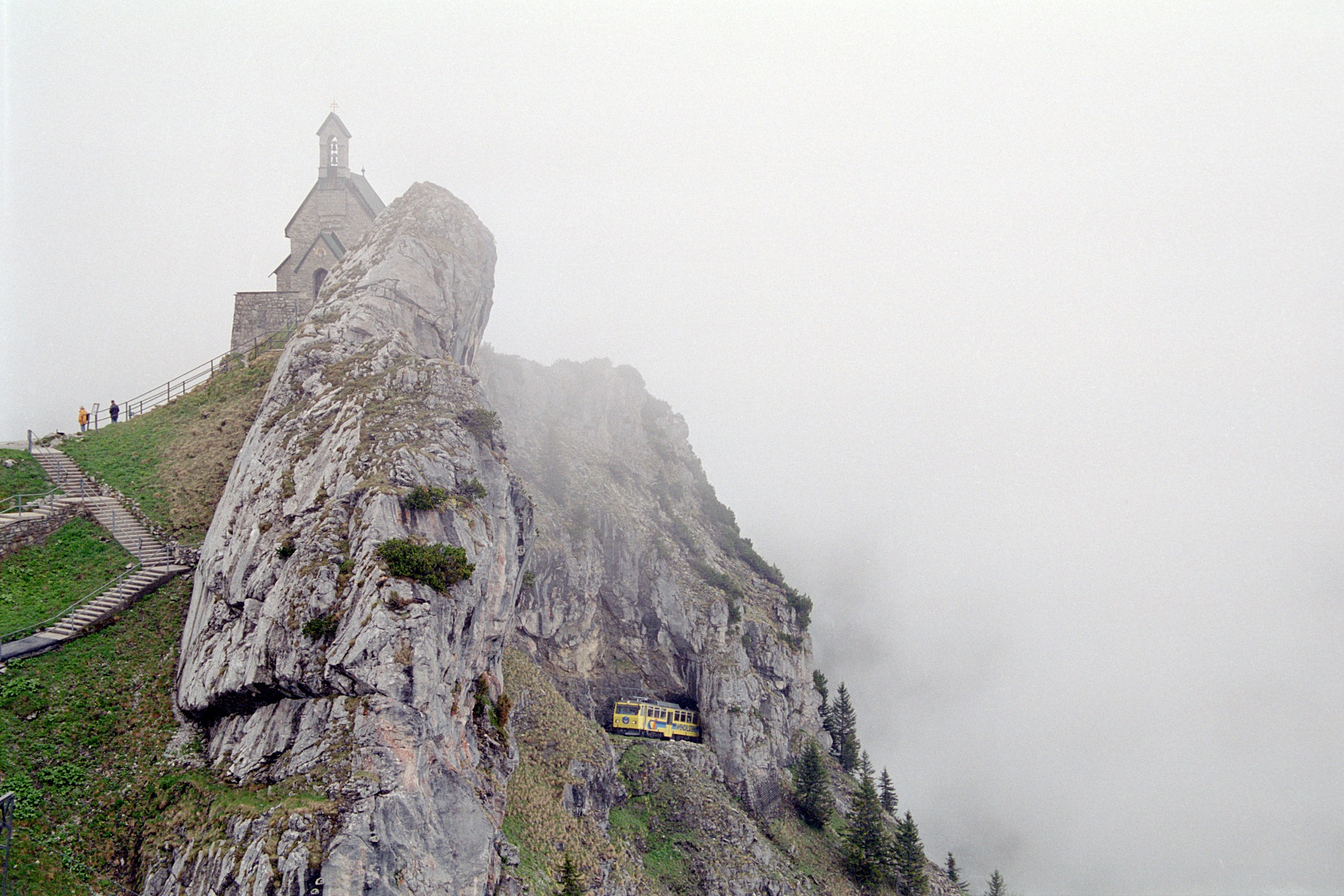
Az utolsó két alagút